# Orval Hobart Mowrer
Orval Hobart Mowrer (* 23. Januar 1907; † 21. Juni 1982) war ein US-amerikanischer Psychologe, der sich unter anderem mit der behavioristischen Erklärung von Angststörungen und der Lernpsychologie beschäftigte. Mowrer arbeitete als Psychotherapeut am Galesburg State Research Hospital in Illinois.
Im Rahmen der Two-Factor Theory (Zweifaktorentheorie) erklärte Mowrer Phobien als erworbene Störungen, die durch eine Kombination von klassischer und operanter Konditionierung zustande kommen: zunächst wird ein unkonditionierter Stimulus durch Assoziation mit einer unkonditionierten Reaktion zu einem konditionierten Stimulus, also zum Angstauslöser. Dieser wird durch operante Konditionierung negativ verstärkt, wobei der Betroffene lernt, die Angst durch Vermeidung des Stimulus zu schwächen. So kann etwa ein Bienenstich zu Angst vor Bienen führen (klassisches Konditionieren). Im Folgenden führt das ständige Vermeiden von Bienen zu einer Aufrechterhaltung der Angst und somit zu einer konstanten Phobie (operante Konditionierung). Dies stellt insbesondere für die Therapie von Angststörungen ein großes Problem dar und hat zur Entwicklung von Konfrontationstherapien wie dem Flooding geführt.
Mowrers Two-Factor Theory gehört zu den einflussreichsten Modellen von Angststörungen, gilt in heutigen Forschungsansätzen jedoch als ergänzungsbedürftig.
1954 war Mowrer Präsident der American Psychological Association.